# Alfred Rébelliau
Alfred Rébelliau  (* 15. April 1858 in Nantes; † 8. November 1934 in Paris) war ein französischer Bibliothekar, Historiker, Romanist und Literaturwissenschaftler.

## Leben und Werk
Rébelliau trat 1877 in die École normale supérieure ein und bestand 1880 die Agrégation. Er habilitierte sich 1888 mit den Thèses Bossuet, historien du protestantisme. Étude sur l' « Histoire des variations » et sur la controverse entre les protestants et les catholiques au XVIIe siècle (Paris 1891, 1892, 1908), sowie De Vergilio in informandis muliebribus quae sunt in Aeneide personis inventore (Paris 1892) und wurde Professor für französische Literaturgeschichte an der Universität Rennes. 1893 wechselte er an die Bibliothek des Institut de France, deren Leiter er 1898 wurde. Von 1906 bis 1918 lehrte er zusätzlich an der Sorbonne. Er wurde 1921 Präsident der Fondation Thiers.

Rébelliau war ab 1913 Mitglied der Académie des sciences morales et politiques und ab 1929 assoziiertes Mitglied der Accademia dei Lincei. Er war Ehrendoktor der Universität Löwen. In Nantes ist eine Straße nach ihm benannt.

## Weitere Werke
- (Hrsg.) Bossuet, Sermons choisis,  Paris 1882, 15. Auflage 1926
- (Hrsg.) André Chénier, Choix de poésies, Paris 1888
- (Hrsg.) La Bruyère, Les caractères, Paris 1890
- (Hrsg.) Bossuet, Oraisons funèbres, Paris 1897, 11. Auflage 1920
- Bossuet, Paris 1900, 6. Auflage 1927
- (Hrsg.) La Compagnie secrète du Saint-Sacrement. Lettres du groupe parisien au groupe marseillais, 1639-1662, Paris 1908
- Documents sur la civilisation française. Le Fait religieux dans la France contemporaine. État des Églises en 1920, Paris 1922
- Vauban, hrsg. von Jacques Lovie, Paris 1962